# 第一代多塞特公爵莱昂内尔·萨克维尔
莱昂内尔·克兰菲尔德·萨克维尔，第一代多塞特公爵KG PC（1688 年 1 月 18 日 – 1765 年 10 月 10 日）是一名英国政治领袖、爱尔兰总督。

## 生活
他是第六代多塞特伯爵和第一代米德尔塞克斯伯爵的儿子，也是第三代北安普顿伯爵的小女儿玛丽·康普顿夫人的儿子。从出生起，他就被封为巴克赫斯特勋爵，1706年继承父亲的王位，成为第七任多塞特伯爵和第二任米德尔塞克斯伯爵，并于1720年被封为多塞特公爵。
也许是因为他之前曾在汉诺威执行过外交任务，他被选中通知乔治一世他于 1714 年 8 月加入王室。乔治一世最初偏爱他，并授予他许多职位和荣誉：枢密院议员、嘉德骑士、披肩新郎、管家勋爵、多佛城堡总督和五渔港监狱长。在乔治一世的加冕礼上，他手持权杖；在乔治二世的加冕礼上，他担任高级管家勋爵，并手持圣爱德华的王冠。他在 1717 年与国王发生争执，被告知不再需要他的服务，但三年后被封为公爵。

### 爱尔兰中尉勋爵

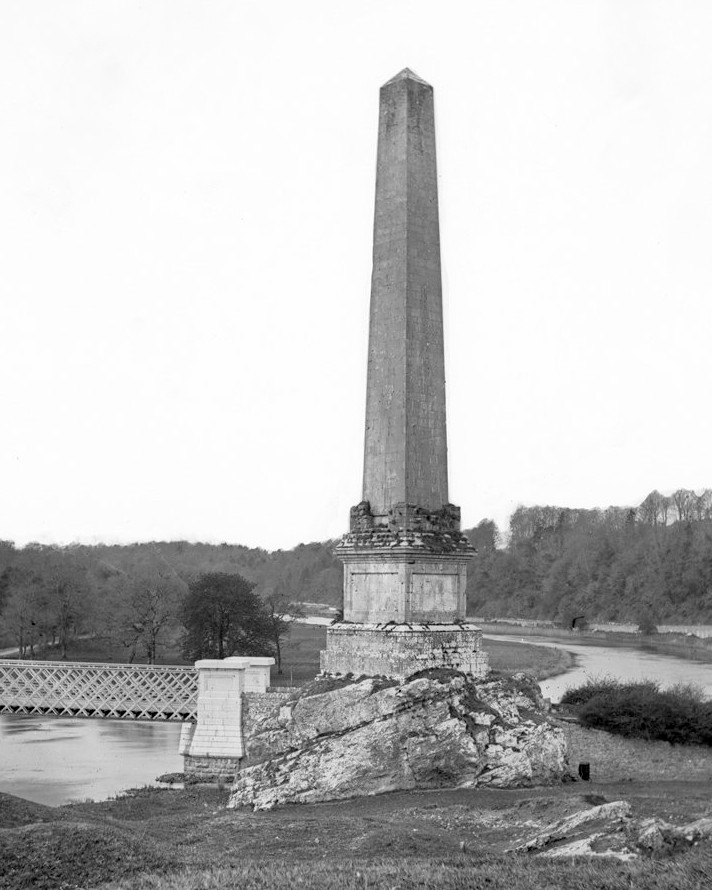
博因方尖碑，萨克维尔于1736年4月17日为其奠基。1923年被摧毁。

多塞特分别在1731年-1737年和1751年-1755年担任爱尔兰总督。1739年，在育婴堂成立时，他是该慈善机构最初的理事之一。他作为中尉的第一个任期平淡无奇。他的第二次暗杀发生在爱尔兰政府中两个主要派系之间的政治紧张时期，一个由爱尔兰下议院议长亨利·博伊尔领导，另一个由圣公会阿马大主教乔治·斯通领导。多塞特深受其子乔治·萨克维尔的影响，错误地公开支持大主教。他没能将波义耳赶下台，还被指责为大主教的工具。他变得极不受欢迎，最终被罢免。

### 去年
除了1757年因《民兵法案》(Militia Act)的通过而引发的一场骚乱外，他的晚年平淡无奇，那场骚乱是为了为七年战争筹集军队，他在骚乱中险些受伤。1765年10月9日，他在诺尔去世，葬在苏塞克斯的威瑟姆。

## 特点
霍勒斯·沃波尔 (Horace Walpole)对他的性格作了这样的描述：“他的外表极其尊严，但私下里他最喜欢滑稽和卑鄙的人……从来没有人认为他想要权力倾向，无论在什么人手中是，或可能是”。乔纳森·斯威夫特认为他是他见过的最和蔼可亲、见多识广的人之一，也是最健谈的人。即使是严厉的批评家也承认他的尊严和完美的礼仪，这是安妮女王宫廷礼仪的最后遗产。

## 家庭
1709 年 1 月，他与沃尔特·科尔耶尔中将（第一代波特莫尔伯爵大卫·科尔耶尔的兄弟）的女儿伊丽莎白·萨克维尔结婚。她后来成为乔治二世的妻子安斯巴赫的卡罗琳的卧房贵妇(1714–1737) 和长袍女主人(1723–1731)。
莱昂内尔和伊丽莎白的儿子是：
- 米德尔塞克斯伯爵查尔斯（后来的第二代多塞特公爵）
- 约翰·萨克维尔勋爵（第三代多塞特公爵约翰·萨克维尔的父亲）
- 乔治·萨克维尔勋爵（后来的喬治·日爾曼勳爵）

他们还有两个女儿：
- 伊丽莎白，嫁给了托马斯·辛恩，第二代韦茅斯子爵
- 卡罗琳嫁给了多切斯特第一伯爵约瑟夫·达默。。